# Comisión de Representantes Permanentes del Mercosur
La Comisión de Representantes Permanentes del Mercosur (CRPM) es un órgano de gestión política y representación permanente del Mercosur ante terceros. Fue creada el 6 de octubre de 2003 mediante Decisión 11/03 del Consejo del Mercado Común. Está integrada por los representantes permanentes que cada país tiene acreditados ante el Mercosur, uno por país, más un presidente. En 2006 es un cuerpo de 6 miembros.

## Historia
La Comisión de Representantes Permanentes del Mercosur (CRPM) es una evolución de la Secretaría Permanente del Mercosur (SPM) creada en 1994. Luego de las crisis de 2001/2002 los países que integran el bloque consideraron que era necesario darle mayor institucionalidad, presencia política y permanencia.
Tomando en cuenta que de hecho, los países miembros estaban un funcionario acreditado en Montenvideo, con el fin de representar permanentemente a cada país en la SPM, el Consejo del Mercado Común decidió institucionalizar el hecho constituyendo este órgano en el más alto nivel del Mercosur.
Adicionalmente el CMC decidió crear el cargo de Presidente de la CRPM, nombrando por consenso en el más alto nivel político a una personalidad destacada, con un mnadato de dos años, e incluirlo en el nuevo órgano, con el fin de dotar al bloque de una figura de representación externa, que contribuya a darle más relevancia al Mercosur.
Entre 2003-2005 el presidente fue el expresidente de la Argentina Eduardo Duhalde. Para el mandato 2005-2007 ha sido designado el exvicepresidente de la Argentina, Carlos "Chacho" Álvarez.

## Competencia

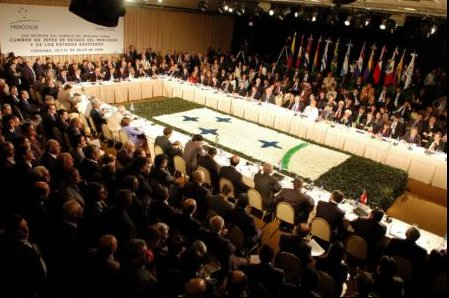
Cumbre del Mercosur, 2006.

Las funciones de la Comisión de Representantes Permanentes del Mercosur están orientadas fundamentalmente a colaborar con la Presidencia Pro Tempore del Mercosur, es decir el país que cada semestre tiene a su cargo mantener la marcha del bloque y organizar las próximas reuniones y cumbres. De este modo el Mercosur adquiere un ámbito permanente de negociación y gestión política que ha contribuido a darle al bloque un tipo de gestión más cooperativa.
La CRPM tiene también la función de afianzar las relaciones económicas, sociales y parlamentarias en el MERCOSUR, estableciendo vínculos con la Comisión Parlamentaria Conjunta y el Foro Consultivo Económico y Social, así como con las Reuniones Especializadas del MERCOSUR.

### El Presidente de la CRPM
El Presidente de la CRPM tiene facultades especiales (arts. 5 y 6 de la Decisión 11/03). El Presidente, además de dirigir las reuniones de la CRPM, representa al Mercosur ante terceros siguiendo instrucciones de la CMC y participa de las reuniones de la CMC y de ministros del Mercosur (RM).

## Integración
La Comisión de Representantes Permanentes del Mercosur tiene seis miembros: un representante por país y el presidente.
El presidente es elegido por la CMC, y debe ser una personalidad política destacada. Dura en su cargo 2 años.

## Funcionamiento
La sede de la CRPM se encuentra en Montevideo.